# Stagione 1977-1978 di snooker
La stagione 1977-1978 di snooker è la 10ª edizione di una stagione di snooker. Ha preso il via il 17 agosto 1977 ed è terminata l'11 giugno 1978, dopo tredici tornei professionistici, cinque in più della stagione precedente, suddivisi in uno valido per la classifica mondiale, e dodici non validi, cinque in più della stagione precedente.

## Calendario

### Main Tour
| N° | Date di gioco                      | Torneo                                     | N° edizione | Città       | Impianto                             | Vincitore      | Finalista      | Risultato | Note   |
| -- | ---------------------------------- | ------------------------------------------ | ----------- | ----------- | ------------------------------------ | -------------- | -------------- | --------- | ------ |
| 1  | dal 17 agosto al 5 settembre 1977  | Canadian Open                              | 4ª          | Toronto     | Canadian National Exhibition Stadium | Alex Higgins   | John Spencer   | 17–14     | [ 2 ]  |
| 2  | settembre 1977                     | Australian Professional Championship       | 16ª         | Melbourne   | Golden Bowl                          | Eddie Charlton | Paddy Morgan   | 25–21     | [ 3 ]  |
| 3  | 25 e 26 settembre 1977             | Welsh Professional Championship            | 2ª          | Caerphilly  | Club Double Diamond                  | Ray Reardon    | Doug Mountjoy  | 12–8      | [ 4 ]  |
| 4  | dal 26 novembre al 3 dicembre 1977 | UK Championship                            | 1ª          | Blackpool   | Tower Circus                         | Patsy Fagan    | Doug Mountjoy  | 12–9      | [ 5 ]  |
| 5  | 21 dicembre 1977                   | Dry Blackthorn Cup                         | 1ª          | Londra      | Wembley Conference Centre            | Patsy Fagan    | Alex Higgins   | 4–2       | [ 6 ]  |
| 6  | dal 2 al 4 febbraio 1978           | Irish Professional Championship - Evento 1 | 2ª          | Belfast     | Ulster Hall                          | Alex Higgins   | Dennis Taylor  | 21–7      | [ 7 ]  |
| 7  | dal 6 al 10 febbraio 1978          | The Masters                                | 4ª          | Londra      | New London Theatre                   | Alex Higgins   | Cliff Thorburn | 7–5       | [ 8 ]  |
| 8  | dall'8 al 10 marzo 1978            | Irish Masters                              | 1ª          | Kill        | Goffs Property                       | John Spencer   | Doug Mountjoy  | 5–3       | [ 9 ]  |
| 9  | dal 13 al 16 aprile 1978           | Irish Professional Championship - Evento 2 | 3ª          | Belfast     | Ulster Hall                          | Alex Higgins   | Patsy Fagan    | 21–13     | [ 10 ] |
| 10 | dal 17 al 29 aprile 1978           | Campionato mondiale                        | 47ª         | Sheffield   | Crucible Theatre                     | Ray Reardon    | Perrie Mans    | 25–18     | [ 11 ] |
| 11 | dal 29 aprile al 6 maggio 1978     | Pontins Professional                       | 5ª          | Prestatyn   | Pontins                              | Ray Reardon    | John Spencer   | 7–2       | [ 12 ] |
| 12 | dal 1° al 21 maggio 1978           | Pot-Black                                  | 10ª         | Birmingham  | BBC Studios                          | Doug Mountjoy  | Graham Miles   | 2–1       | [ 13 ] |
| 13 | 10 e 11 giugno 1978                | Golden Masters                             | 1ª          | Newtownards | Queen's Hall                         | Doug Mountjoy  | Ray Reardon    | 4–2       | [ 14 ] |

Legenda:
      Titolo Ranking
      Titolo Non-Ranking